# Första svenska Mexikoexpeditionen

Från utgrävningarna vid Xolalpan, Teotihuacan, 1932. Fotograf: Sigvald Linné.

Första svenska Mexiko-expeditionen genomfördes 1932 och leddes av den svenske arkeologen och etnografen Sigvald Linné. Under expeditionen gjordes utgrävningar i Teotihuacan som publicerades 1934 i Archaeological researches at Teotihuacan, Mexico. Initiativet till expeditionen kom från Sveriges minister i Mexiko, envoyé C. G. G. Anderberg.

## Expeditionen
Avresan gjordes 14 januari. Den 21 februari anlände Linné till Vera Cruz. Inledningsvis gjorde han flera exkursioner i Mexikodalen till olika pre-columbiska ruiner. Därefter besökte han Yucatan via flyglinjen Tejeria – Mérida. Linné besökte bl.a. Chichen Itza, Labná, Kabah och Zayi. Han blev imponerad av det arkeologiska arbete som utförts i Chichen Itza men menade samtidigt att man i restaureringsarbetet gått för hårt fram och i alltför stor utsträckning kompletterat förstörda partier med nytt material.
Han besökte även Uxmal med Frans Blom, den dansk-amerikanske chefen för Tulane Universitets centralamerikanska forskningsinstitut i New Orleans. Blom hade ett konkret uppdrag att noggrant mäta, fotografera och dokumentera den byggnad i Uxmal som kallades "nunneklostret". Denna byggnad skulle året därpå komma att uppföras som replik i naturlig storlek på Världsutställningen i Chicago.
Tillbaks till Mexico City i april fick han grävningstillstånd för Teotihuacan. Hans fru Margareta anlände samtidigt. Utgrävningarna startade i april och höll på till juli. Mindre avbrott gjordes för exkursioner till andra ruiner och utgrävningar. Under augusti avslutades arbetet och fynden packades. Deltagare vid utgrävningarna var Margareta Linné, bröderna Porfirio och Viviano Reyes, Tomas Mendoza och Joaquin Oliva.
Under augusti besökte de Oaxaca och de forntida platserna Mitla och Monte Alban. I Monte Alban hade stora arkeologiska undersökningar inletts under slutet av 1931 och de fortsatte under 1932. Paret Linné reste hem 26 augusti från Vera Cruz och anlände till Göteborg 26 oktober.

## Xolalpan

Margareta Linné använder penseln. Foto 1932: Sigvald Linné.

Skulpturen av Xipe Totec som grävdes fram 1932. Den finns idag på Antropologiska museet (Museo Nacional de Antropología, MNA) i Mexico City.

Vid utgrävningarna i Teotihuacan 1932 undersöktes ett byggnadslämningskomplex vid en plats som kallades Xolalpan. Platsen låg ca 500 meter ÖNÖ om solpyramiden. Utgrävningen pågick i knappt 4 månader. Platsen har gett namn till den tidsperiod i Teotihuacan som motsvarar år 450-650. Linné menade att det kunde röra sig om en bostad för präster eller en förnäm persons bostad. En central offerplats hittades vilken innehöll en stor och komplicerad rökelsebrännare..
I lagren ovanför husruinerna fann man 16 gravar från en senare fas. Till största delen fann man lämningar och fynd från denna period inom ett område som motsvarar den nutida byn San Francisco Mazapan. Byn har därför fått ge namn åt tidsperioden: Mazapan. Namnet myntades av George C. Vaillant. I tid har den placerats till 950-1150, dvs mellan Teotihuacan och Aztekernas expansion. Det viktigaste fyndet enligt Linné var en 115 cm hög lerfigur föreställande guden Xipe Totec.
Undersökningar gjordes även på några platser i närheten av Xolalpan, bland annat en plats som kallades ”Las Palmas” 150 meter längre söderut, en plats som tidigare undersökts av Vaillant.
Linné har berättat att nästan dagligen kom lokalbefolkningen till utgrävningarna och erbjöd arkeologiska fynd från deras jordbruksarbete till försäljning. I vissa fall köpte man dessa fynd.
Efter en överenskommelse med de mexikanska myndigheterna fördes större delen av fynden från utgrävningarna till Etnografiska museet i Stockholm. De mest uppmärksammade fynden, bland annat statyetten av Xipe Totec, blev kvar i Mexiko. De har ställts ut ett flertal gånger och även lånats ut till utställningar runt om i världen, bland annat i utställningen "Teotihuacan: City of the Gods" i San Francisco 1993.